# Mirage (album Klausa Schulzego)
Mirage – ósmy album studyjny Klausa Schulzego, wydany w kwietniu 1977 roku w Wielkiej Brytanii nakładem Island Records oraz w Niemczech nakładem wytwórni Brain. Wielokrotnie wznawiany, w tym 31 stycznia 2005 roku nakładem Revisited Records jako CD z dodatkowym, wcześniej niewydanym utworem.

## Album
Klaus Schulze nagrał Mirage styczniu 1977 roku dedykując go bratu, Hansowi Dieterowi, który zmarł w tym czasie na raka. „W tym czasie mój brat umierał, a ja byłem w dość ponurym nastroju, co odbiło się na Mirage – jak stwierdził artysta w jednym z wywiadów.
Album ma strukturę zbliżoną do symfonicznej. Każdy z jego dwóch utworów: „Velvet Voyage” i „Crystal Lake” dzieli się na sześć części z eksperymentalnymi dźwiękami służącymi jako powracające tematy. Ma zimne i lodowate tekstury, przenoszące słuchaczy na krawędź przesilenia zimowego. Sam Schulze stwierdził, że nadał swojemu „zimowemu” dziełu „klimat podobny do płatków śniegu opadających powoli i niezauważalnie w nocnym krajobrazie, stopniowo zakrywających ciemne tło z białą powierzchnią, aż kilka odległych gwiazd odbije się na niej i migocze”.

### Lista utworów
Lista i informacje według Discogs:
Side A
| 1. | Velvet Voyage 1. 1984 2. Aeronef 3. Eclipse 4. Exvasion 5. Lucidinterspace 6. Destinationvoid | 28:26 |
|    |                                                                                               |       |
|    |                                                                                               | 28:26 |
|    |                                                                                               |       |
Side B
| 2. | Crystal Lake 1. Xylotones 2. Chromewaves 3. Willowdreams 4. Liquid Mirrors 5. Springdance 6. A Bientôt | 29:09 |
|    | |       |
|    | | 29:09 |
|    | |       |

### Informacje
- Klaus Schulze – kompozytor, producent

### Wznowienie (2005)
Album został wydany ponownie 31 stycznia 2005 roku nakładem Revisited Records jako CD z dodatkowym utworem.
| 1. | Velvet Voyage 1. 1984 2. Aeronef 3. Eclipse 4. Exvasion 5. Lucidinterspace 6. Destinationvoid          | 28:16   |
|    | |         |
| 2. | Crystal Lake 1. Xylotones 2. Chromewaves 3. Willowdreams 4. Liquid Mirrors 5. Springdance 6. A Bientôt | 29:15   |
|    | Bonus Track:                                                                                           |         |
| 3. | In Cosa Crede Chi Non Crede?                                                                           | 19:39   |
|    | |         |
|    | | 1:17:10 |
|    | |         |
Utwór dodatkowy, „In Cosa Crede Chi Non Crede?”, jest alternatywnym miksem „Destinationvoid”, ostatniej części „Velvet Voyage”.
- Klaus D. Müller – producent wznowienia, zdjęcia
- Michael Schmitz – koordynator wznowienia
- Thomas Ewerhard – layout wznowienia
- Klaus D. Müller, Albrecht Piltz – autorzy tekstów informacyjnych w książeczce dołączonej do albumu
- Jim Pitulski, Markus Schurr – tłumaczenie tekstów informacyjnych

Kolejne wznowienie (tej samej wersji) pojawiło się 24 czerwca 2016 roku nakładem niemieckiej wytwórni MIG (Made In Germany), specjalizującej się we wznowieniach.

### Wznowienie (2017)
W 2017 roku, z okazji 40. rocznicy wydania oryginalnego albumu wytwórnia MIG przekazała materiał muzyczny Mirage w ręce Toma Damsa (Solar Moon), który jest członkiem zespołu studyjnego Klausa Schulzego od 1998 roku, kiedy to pracował z nim nad prawie wszystkimi utworami z serii Contemporary Works. Tom Dams odrestaurował materiał tworząc cyfrową wersję Mirage, która jest jak najbardziej zbliżona do jej analogowego pierwowzoru.

## Opinie krytyków
W ocenie Jima Brenholtsa z AllMusic Mirage to „jeden z najlepszych albumów Klausa Schulzego. Jest to z pewnością jeden z najbardziej mrocznych zestawów muzyki elektronicznej w historii”.
Zdaniem Thoralfa Koßa z Musikreviews.de Mirage to „elektroniczna, uroczysta symfonia w bieli, która rozwija się jak cichy, nocny zimowy krajobraz bez wiru płatków”.